# Droit israélien
 (mai 2021).

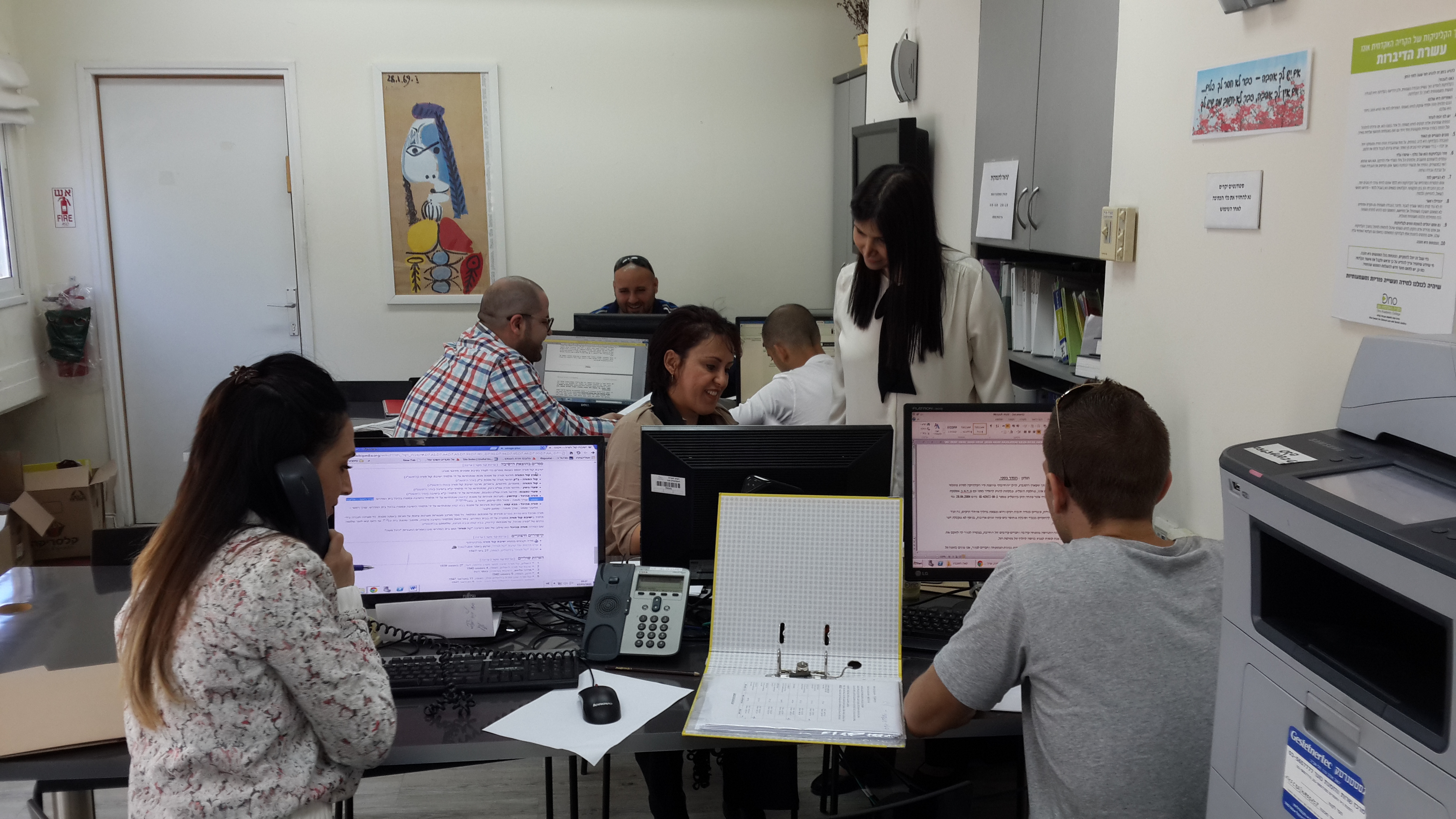
Des professionnels du droit dans un cabinet

Le droit israélien, qui est l'ensemble des règles de droit qui régissent la société israélienne, repose sur la séparation des pouvoirs et sur un système judiciaire indépendant. Il repose sur diverses sources influencées par la common law britannique. Il incorpore des parties du Mecelle, du Code civil ottoman de la fin du XIXe siècle, des éléments de la Halakha (la « loi juive ») ou du droit musulman, de codification moderne du droit privé par la Knesset, ou de la déclaration d'indépendance de l'État d'Israël. Il comporte en outre les lois fondamentales d'Israël, qui fournit la base du contrôle de constitutionnalité de la Cour suprême.
Le système juridique qui y est utilisé dans les territoires conquis par l'État en 1967, est celui qui existait sous les autorités précédentes, sous réserve d’ordres émis par le gouverneur militaire. Les résidents de ces territoires ont le droit de faire appel devant la Cour suprême israélienne. Des lois adoptées par la Knesset s'appliquent aux citoyens israéliens installés dans ces régions, tandis que les accords intérimaires d'Oslo dès 1993 garantissent l'application de la loi de l'Autorité palestinienne dans des zones définies. À Jérusalem-Est, la loi israélienne s'applique à travers des lois adoptées par la Knesset, tandis que celle-ci  est appliquée sur le plateau du Golan à partir de 1981.
Enfin, il existe des cours martiales.

## Structure du système juridique

### Droit de la famille et statut personnel
Le droit religieux s'applique au statut personnel (Halakha pour les Juifs israéliens, droit musulman pour les Arabes israéliens musulmans, droit chrétien pour les Arabes israéliens chrétiens, etc.). Ainsi, seuls les noces religieuses (devant un rabbin pour les juifs, un imam pour les musulmans, etc.) sont reconnues sur le territoire israélien. L'union civile n'existe pas en Israël ; toutefois Israël reconnaît les noces effectuées à l'étranger, ce qui permet aux Israéliens ne voulant pas, ou ne pouvant pas se marier devant une institution religieuse, de le faire à l'étranger (en général sur l'île voisine de Chypre) pour se voir reconnus comme mariés de retour en Israël. Cette situation concerne notamment de nombreuses personnes se définissant comme juives mais non reconnues comme telles par le rabbinat, ou alors dans le cas d'unions dites « mixtes » (judéo-musulman, judéo-chrétien, islamo-chrétien, etc.).

## Questions juridiques concernant le conflit israélo-palestinien

### Extradition
Israël a récemment modifié sa loi sur l'extradition, permettant celle de ses nationaux dans tous les cas, à la condition qu'ils soient autorisés par l'État requérant à exécuter en Israël toute peine infligée à la suite de leur extradition.

### Barrière de séparation
Le 30 juin 2004, la Cour suprême d'Israël n'a pas remis en cause l'existence de la barrière de séparation mais a ordonné que son tracé soit modifié .
Le 15 septembre 2005, la Cour Suprême d'Israël a jugé à l'unanimité qu'une partie du tracé de la barrière de séparation était illégale et a demandé au gouvernement d'Ariel Sharon de réétudier le tracé près de la colonie d'Alfei Menashe .
Le 4 septembre 2007, la Cour Suprême d'Israël demande au gouvernement de modifier le tracé de la barrière de séparation à proximité du village de Bil'in en raison du préjudice porté aux villageois de par la surface de terres isolées et le nombre d'oliviers arrachés.

### Législation concernant l'utilisation de la torture
La Commission Landau de 1987 (du nom du président de la Cour suprême israélienne, Moshe Landau) montra que le Shin Bet faisait un usage routinier de la torture lors de ses interrogatoires, malgré ses dénégations et parjures devant les tribunaux,.
Un rapport parlementaire de 1997, rédigé sous la direction de Miriam Ben-Porat (en) (juge à la Cour suprême de 1977 à 1987, puis élue à la Knesset contrôleur d'État), montra que le Shabak continua à torturer après le rapport de la Commission Landau, allant bien au-delà des « pressions physiques modérées » acceptées par celui-ci, et ce, en particulier lors de la première Intifada, entre 1988 et 1992. Soumis à un sous-comité d'intelligence du Parlement, le rapport fut gardé secret jusqu'à 2001.
Entre la rédaction du rapport Ben-Porat, en 1997, et sa publication en 2001, la Haute Cour de justice statua, à la faveur d'une requête déposée entre autres par le Comité public contre la torture en Israël (PCATI), sur l'état juridique de la question en 1999. La Cour décrète que les interrogatoires du GSS sont soumis aux mêmes restrictions que ceux de la police ordinaire, et que la torture (en particulier la « méthode Schabach ») est par conséquent illégale, le gouvernement n'ayant pas le pouvoir de réglementer celle-ci via des directives administratives. Elle laisse toutefois ouverte la possibilité pour les enquêteurs de s'abriter, en cas de plainte au pénal, derrière l'excuse ex post de « défense nécessaire » (necessity defense), invoquant notamment le ticking time bomb scenario.

#### Positions politiques non-gouvernementales
La question de la légitimité de l'usage de la torture lors d'interrogatoires par le Shin Bet, l'agence de renseignement, dans le cadre du conflit israélo-palestinien, a été posé à plusieurs reprises à Israël, la Haute Cour de Justice ayant statué dessus. Israël a ratifié la Convention contre la torture de l'ONU en 1991 et, à ce titre, fait l'objet de rapports émis par le Comité de l'ONU contre la torture.
En 1997, le Comité de l'ONU contre la torture conclut que les méthodes d'interrogatoire utilisés par le Shin Bet constituaient des actes de torture contraires à l'article 1 de la Convention contre la torture.
Selon le Public Committee Against Torture in Israel (PCATI), près de 10 ans après cet arrêt historique de la Cour, les actes de torture continuent à être pratiqués.
Lors de l'examen du rapport 2009 du Comité de l'ONU contre la torture, Shai Nitzan, adjoint du Procureur d'État pour les affaires spéciales, a rappelé qu'« Israël doit souvent combattre avec une main liée dans le dos », reprenant les termes de l'ancien président de la Cour suprême Aharon Barak lors de l'arrêt de 1999. Il a aussi rappelé :
- la loi sur le Service général de Sécurité (le Shin Bet) de 2000 ;
- l'arrêt de la Cour suprême de mai 2006, qui exclut l'usage de preuves obtenues de manière illicite ;
- ainsi que celui du 12 février 2007, qui statue que tous les prisonniers ont le droit de dormir sur un lit en vertu du droit à la dignité humaine[1] ;
- Il a aussi mentionné la promulgation d'une nouvelle loi indiquant que les interrogations de suspects doivent être enregistrées[1]. Toutefois, ceux effectués par le Shin Bet ne le sont pas[1], et l'absence de preuves est souvent retenue par les juges en cas de plaintes[1] ;
- Enfin, l'ordonnance sur la police a été modifiée en 2004, étendant le pouvoir d'investigation du Département des enquêtes sur le personnel de police (DIPP) du Ministère de la Justice, en matière d'enquêtes pénales visant des fonctionnaires de police, au Shin Bet[1] (l'interrogatoire des militaires soupçonnés d'infractions est assuré par l'unité de la Police militaire chargée des enquêtes[1]).

Le rapporteur du Comité de l'ONU, Fernando Mariño Menéndez, a quant à lui noté qu'Israël tendait à assimiler torture et traitements inhumains. Il a aussi noté que, si Israël affirme que la Convention contre la torture ne s'applique pas à l'extérieur de son territoire, la Cour internationale de justice a au contraire émis un avis, qui établit le respect par Israël des dispositions des traités internationaux s'applique aux Territoires palestiniens occupés.
Les experts du Comité ont aussi critiqué une ordonnance militaire s'appliquant à la Cisjordanie, qui autorise la détention durant huit jours de mineurs de 12 ans ou plus, « accusés ou non de délits contre la sécurité », sans être présentés à un juge militaire. Selon le rapporteur spécial de l'ONU sur la protection des droits de l'homme dans le cadre de la lutte contre le terrorisme, 700 mineurs palestiniens ont ainsi été placés en détention en 2006, parmi lesquels 25 restent encore privés de liberté en vertu d'ordres de détention administrative. La même ordonnance militaire « permet que les détenus soient maintenus jusqu'à 90 jours sans accès à un avocat, et jusqu'à 188 jours sans être inculpés ».
D'autre part, le Comité a mentionné et soulevé des questions concernant :
- « l'accès au centre de détention 1311 » qui est situé dans « un lieu indéterminé d'Israël, et inaccessible pour le Comité international de la Croix-Rouge (CICR) et pour les avocats et les proches des détenus »[12],[11] ;
- « l'arrestation, la mise au secret et l'assassinat de mineurs palestiniens » ;
- « le nombre de personnes handicapées physiquement et mentalement à la suite des violences commises par l'armée israélienne » ;
- « la non-autorisation d'accès aux hôpitaux pour les malades et les blessés » ;
- « l'impact humanitaire de l'érection du mur, du non-aboutissement des plaintes, des dommages et de destructions d'infrastructures médicales » ;
- « l'humiliation systématique de la population palestinienne aux points de passage » ;
- « des pratiques de discrimination, une experte notant en particulier que l'État partie définit un âge de majorité différent en Israël que dans les Territoires palestiniens occupés. ».

### Liste d'arrêts de la Cour suprême
- décembre 1992 (première Intifada): la Cour, après avoir ordonné une injonction immédiate de suspension d'un processus de déportation de 415 Palestiniens des Territoires palestiniens occupés au Liban, ordonné par le gouvernement d'Yitzhak Rabin, légitime finalement ex post facto l'expulsion[13].
- 1999: Décision de la Haute Cour de justice[14] de 1999 dans l'affaire Comité public contre la torture en Israël, etc., sur la torture et les interrogatoires du General Security Service (alias Shin Bet)
- 2000: arrêt concernant la famille Adel et Iman Kaadan, des Arabes israéliens, qui voulaient acheter des terres dans une communauté exclusivement juive, Katzir. L'un des avocats, Dan Yakir, est membre de l'Association pour les droits civils en Israël. La Cour juge que la discrimination effectuée par Katzir est anti-constitutionnelle[15].
- 2002: dans l'affaire Ajori[16], où l'Association pour les droits civils en Israël s'est jointe, la Haute Cour de Justice a décrété que les expulsions d'individus palestiniens de la Cisjordanie à la bande de Gaza, effectuées en vertu des Defence (Emergency) Regulations (en) de 1945, n'étaient pas contraires à l'art. 49 de la Quatrième Convention de Genève, qui stipule que « la Puissance occupante ne pourra procéder à la déportation ou au transfert d'une partie de sa population civile dans le territoire occupé par elle ».
- 2005: HCJ 769/02 Arrêt HCJ 769, décembre 2005[17] (Public Committee Against Torture in Israel v. Government of Israel), sur la pratique des « assassinats ciblés »[18]
- Barrière de séparation israélienne#Décisions de la justice israélienne (2004, 2005, 2007)
- Le 29 décembre 2008, lors de la guerre de Gaza, la Cour suprême émet un arrêt ordonnant au gouvernement d'autoriser l'entrée des correspondants étrangers à Gaza chaque fois que les points de passage sont ouverts, mais Tsahal refuse de s'y plier[19]
- Expulsions et destructions de maisons : sous la présidence de Meir Shamgar (1983-1995) et d'Aharon Barak, la Cour a refusé plusieurs fois de condamner les destructions de maisons de Palestiniens, soupçonnés de terrorisme par les forces de sécurité israéliennes, rejetant la qualification de punition collective qui les auraient rendu contraires au droit international[20],[13].